# Fürstentum Birkenfeld

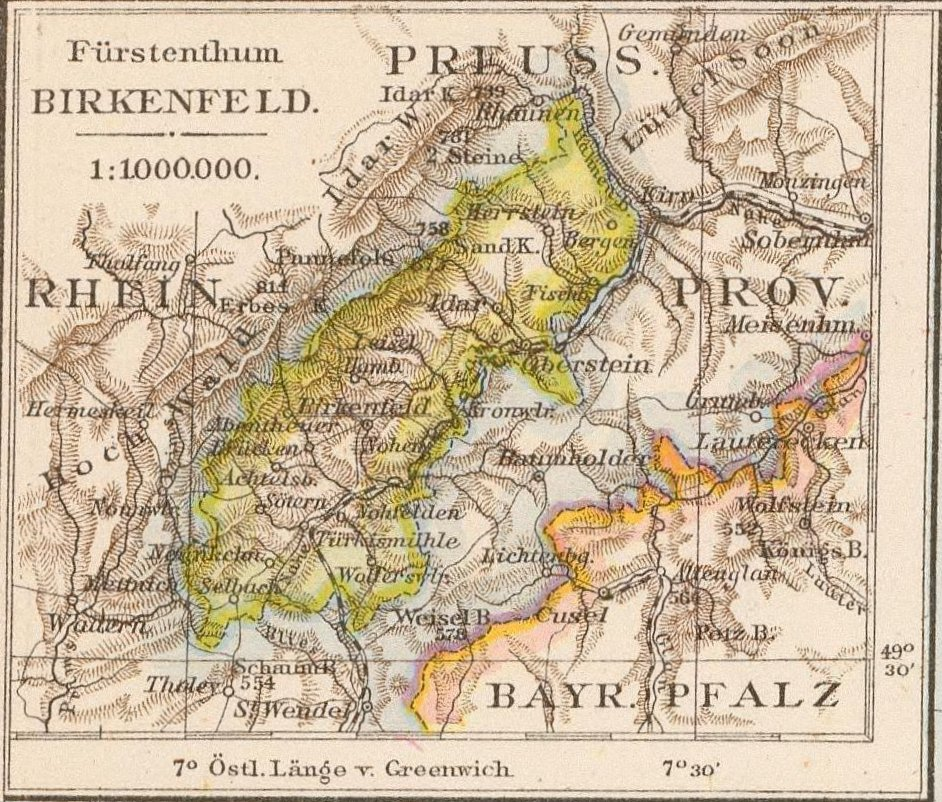
Landkarte (Richard Andree, 1881)

Wappen Fürstentum Birkenfeld

Das Fürstentum Birkenfeld, ab 1919 der Landesteil Birkenfeld, war eine von 1817 bis 1937 bestehende, linksrheinische Exklave des Großherzogtums und späteren Freistaates Oldenburg im Nahegebiet. Hauptstadt war Birkenfeld. Die Verwaltung leitete ein Regierungspräsident, den die oldenburgische Landesregierung ernannte.

## Geschichte

### Wiener Kongress

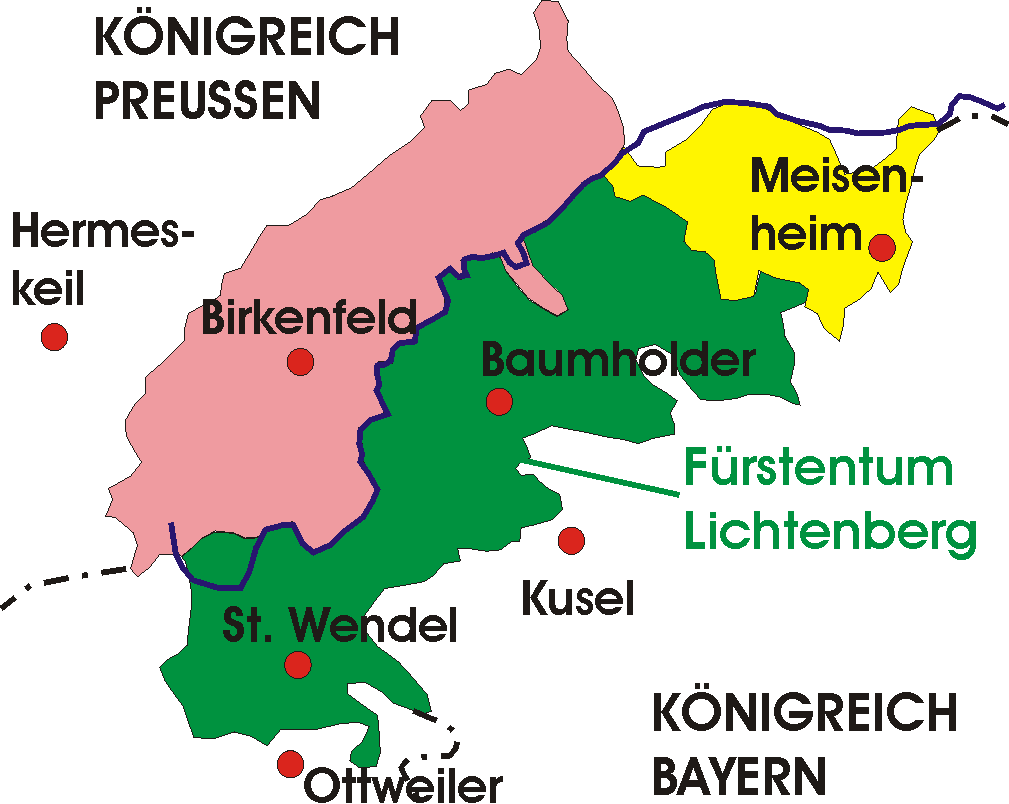
Fürstentum Birkenfeld (rosa) und andere auf dem Wiener Kongress von Preußen abgetretene linksrheinische Territorien

Aufgrund Artikel 49 der Wiener Kongressakte war der König von Preußen hinsichtlich seiner Gebietserweiterungen an der Saar verpflichtet, ein Gebiet des ehemals französischen Saardepartements mit 69.000 Einwohnern zur Entschädigung an Sachsen-Coburg-Saalfeld, Oldenburg, Hessen-Homburg, Mecklenburg-Strelitz und die Grafen von Pappenheim bereitzustellen. Während die beiden letzteren auf andere Art abgefunden wurden, sind tatsächlich an Hessen-Homburg die Herrschaft Meisenheim, an den Herzog von Sachsen-Coburg-Saalfeld Teile der Kantone Baumholder, Kusel, Ottweiler und Birkenfeld (zusammengefasst als Fürstentum Lichtenberg) und an Oldenburg die übrigen Teile des Kantons Birkenfeld und der Kanton Herrstein sowie Teile der Kantone Wadern, Hermeskeil, St. Wendel, Baumholder und Rhaunen übergeben worden. Diese oldenburgischen Gebiete wurden dann zum Fürstentum Birkenfeld zusammengeschlossen. Oldenburg sollte damit für den aufgehobenen Weserzoll entschädigt werden.

### Territoriale Grundlage
Das Gebiet des späteren Fürstentums Birkenfeld gehörte vor der französischen Eroberung sieben verschiedenen Herren: Baden etwa zur Hälfte (fast das ganze Amtsgericht Birkenfeld und die südliche Hälfte des Amtsgerichtes Oberstein), Pfalz-Zweibrücken etwa zu einem Viertel (die Bürgermeistereien Nohfelden und Achtelsbach ganz, Birkenfeld und Neunkirchen zu einem kleinen Teil), den Grafen von Limburg-Styrum zu etwa einem Zehntel (ein großer Teil der Bürgermeisterei Oberstein), etwa ein Zwanzigstel jeweils den Rheingrafen von Salm (Teile des Amtsgerichtes Oberstein) und den Grafen von Salm-Kyrburg (Teile der Bürgermeisterei Fischbach), weitere Splitter den Fürsten von Oettingen-Wallerstein (nur Eiweiler in der Bürgermeisterei Neunkirchen) und Kurtrier (Imsbach sowie Teile der Bürgermeistereien Herrstein und Neunkirchen). Während der französischen Herrschaft gehörte das Gebiet zum Saar-Departement.

### Gründungsprobleme
Die Entscheidung, das Gebiet an Oldenburg abzugeben, wurde durch die Territorialkommission der europäischen Großmächte in Frankfurt getroffen, als sie die in Wien beschlossene Landverteilung vornahm.
Herzog Peter Friedrich Ludwig von Holstein-Oldenburg rechnete ursprünglich mit einem nennenswerten Gebietszuwachs an der Nordsee mit 160.000 Einwohnern und war über die Zuweisung des kleinen, abgelegenen Gebietes derartig erbost, dass er auf den ihm in Wien zugestandenen Großherzog-Titel verzichtete und das kleine Gebiet fernab vom Stammland nicht annehmen wollte.
Erst nachdem sich die Gebietseinteilung konkretisierte, wurde 1816 auf Drängen der oldenburgischen Beamtenschaft der Legationssekretär Ludwig Starklof an die Nahe gesandt, um das zugeteilte Gebiet zu begutachten.

### Oldenburg entlang der Nahe
Am 16. April 1817 ging das Gebiet unter dem Namen „Fürstentum Birkenfeld“ in den Besitz der Oldenburger. Regierungssitz und Residenzstadt wurde Birkenfeld, das nur wenige Kilometer vom geografischen Mittelpunkt des Ländchens nahe Niederbrombach entfernt lag.
Als Regierung fungierte ein aus fünf Juristen bestehendes Kollegium. Das Gebiet wurde in die Ämter Birkenfeld, Nohfelden und Oberstein gegliedert, die jeweils mit einem Amtmann und einem Amtsassessor als Verwalter besetzt wurden. Diese Ämter waren in Bürgermeistereien unterteilt, deren Bürgermeister entsprechend dem Vorbild der abgelösten französischen (napoleonischen) Verwaltung Staatsbeamte waren. Eine parlamentarische Vertretung der Einwohner existierte zunächst nicht. Erst nach 1848 wurde mit dem Provinzialrat des Oldenburgischen Landtages eine parlamentarische Ebene geschaffen, die jedoch lediglich eine beratende Funktion hatte.

### Verwaltung, Gerichts- und Polizeiwesen, Postwesen/Verkehr, Kirchenwesen
Im Fürstentum Birkenfeld blieb der Code civil, das französische Gesetzbuch zum Zivilrecht, das während der vorangegangenen Zugehörigkeit des Gebietes zu Frankreich galt, als sogenanntes „Rheinisches Recht“ weiter in Kraft. Dieses wurde zum 1. Januar 1900 durch das Bürgerliche Gesetzbuch abgelöst.
Höchste Gerichtsbehörde des Fürstentums war das Obergericht zu Birkenfeld als zweite Instanz, von der aus an das Oberappellationsgericht zu Oldenburg appelliert wurde. Untergerichte waren die Amtsgerichte Birkenfeld, Oberstein und Nohfelden. Das Polizeiwesen wurde generell durch die Gendarmerie des Fürstentums Birkenfeld als Staatspolizei ausgeübt, die organisatorisch in keinerlei Verbindung zum Großherzoglichen Landdragonerkorps (ab 1867 Gendarmeriekorps) stand, nichtmilitärisch organisiert war und direkt der Regierung in Birkenfeld unterstand.
Oberste Verwaltungsbehörde war die Regierung zu Birkenfeld, welcher die Landeskasse und das Hebungswesen, das Medizinalwesen, die Gendarmerie, das Forst- und Jagdwesen, das Bauwesen, das Katasterwesen, das Postwesen, das Indirekte-Steuer-Wesen und das Landesrabbinat unterstellt waren. Untere Verwaltungsbehörden waren die Bürgermeistereien (siehe Tabelle unten).
Das Land Oldenburg hatte schon zur Zeit des Heiligen Römischen Reiches eine eigene Post und behielt sie später in den Provinzen Oldenburg und dem Fürstentum Lübeck. Im Fürstentum Birkenfeld war auf Grund eines Vertrages vom 4. August 1817 das Haus Thurn und Taxis mit der Postversorgung betraut. Durch Abtretung des benachbarten Fürstentums Lichtenberg an Preußen befand sich das Fürstentum Birkenfeld von preußischem Gebiet umgeben und wurde nach Ablauf des Vertrages mit Thurn und Taxis ab 1. November 1837 von Preußen mit Post versorgt.
Durch die Eröffnung der Nahetalbahn erhielt das Fürstentum 1859 Anschluss an das Eisenbahnnetz, acht Jahre vor Fertigstellung der Bahnstrecke Oldenburg–Bremen als erste Bahnstrecke im Oldenburger Kerngebiet.
Für das Kirchenwesen bestanden zwei Oberbehörden: das Konsistorium für das evangelische und eine Kommission für das katholische Kirchenwesen, unter denen 15 evangelische und 7 katholische Pfarrgemeinden standen. Der Landesrabbiner hatte seinen Sitz in Hoppstädten. Die Bevölkerung des Fürstentums bestand 1858 aus 25.858 Unierten, 764 Lutheranern, 89 Reformierten, 8027 Katholiken, 27 anderen Christen und 722 Israeliten. Die ursprünglich getrennten protestantischen Kirchen (Reformierte und Lutheraner) des Fürstentums vereinigten sich 1843 zu einer gemeinsamen Evangelischen Kirche (Unierte).

### Militär
Obwohl Oldenburg als Mitglied des Deutschen Bundes zur Stellung von Soldaten verpflichtet war, wurde anfangs im Fürstentum Birkenfeld jeglicher Militärdienst erlassen. Als mit der Julirevolution von 1830 die Möglichkeit eines Zusammenstoßes mit Frankreich drohte, erinnerte der Bundestag wegen der Kriegsgefahr die Bundesstaaten an ihre Verpflichtung, ihre Truppen auf den festgesetzten Bestand zu bringen. Daraufhin führte Großherzog Paul Friedrich August im Fürstentum die Wehrpflicht ein. Das birkenfeldische Kontingent der Oldenburgischen Infanterie umfasste nominell 384 Soldaten. Sie erhielten als zweite Reservekompanie des zweiten Regiments ihren Standort in Birkenfeld und bezogen 1842 die neu erbaute Kaserne beim Regierungsviertel.
Alle waffenfähigen Männer wurden mit dem zwanzigsten Lebensjahr wehrpflichtig. Die Dienstpflicht war auf sechs Jahre festgesetzt. Dabei wurde alljährlich der sechste Teil, 64 Mann, der Mannschaft ausgelost und auf ein Dienstjahr eingezogen; von diesen dienten in Friedenszeiten jeweils 32 Mann für sechs bzw. acht Monate. Die Übrigen wurden beurlaubt.
Die Truppe sorgte 1848 für Aufsehen im Deutschen Bund, als sie sich weigerte, mit dem oldenburgischen Kontingent in den Schleswig-Holsteinischen Krieg zu ziehen. Es kam zu einer offenen Meuterei, und die Bevölkerung unterstützte die Soldaten mit einer am 9. März 1848 anlässlich einer Versammlung in Niederbrombach verfassten Adresse an den Großherzog, den Marschbefehl zurückzunehmen.
Großherzog Paul Friedrich August löste die in Birkenfeld stehende Reservekompanie auf. Er bildete ein fünftes leichtes oldenburgisches Linienbataillon in der Stärke von 600 Mann zu vier Kompanien und stationierte dieses in Birkenfeld. Dieses Bataillon musste bereits 1850 wieder aufgelöst werden, weil der allgemeine Landtag die nachträgliche Zustimmung zu der Neuordnung verweigerte.
Der alte Reserveverband von 1830 wurde wiederhergestellt, doch wurden die Wehrpflichtigen des Fürstentums nun als Rekruten in Oldenburg eingestellt. Sie kehrten nach ihrer ersten Ausbildung nach Birkenfeld zurück, um den Rest ihrer Dienstzeit in der dortigen Truppe, der Birkenfelder Abteilung, abzuleisten.
Mit der am 15. Juli 1867 zwischen Oldenburg und Preußen abgeschlossenen Militärkonvention verlor das Fürstentum sein eigenes Militär und die Stadt Birkenfeld ihre Garnison. Am 1. November 1867 wurde die Birkenfelder Truppe aufgelöst.
Das Fürstentum wurde hinsichtlich der Aushebung dem Landwehrbezirk Saarlouis, bald darauf dem von St. Wendel zugeteilt und die Rekruten den rheinpreußischen Regimentern zugewiesen.

### Schulwesen
Das von oldenburgischen Beamten eingerichtete Schulwesen war in der Lehrer-/Schülerquote, den Lehrinhalten, der Lehrerbesoldung und dem Schulbesuch zwischen 1840 und 1848 auf einem in den deutschen Ländern herausragenden Stand. Simultanschulen und interkonfessioneller Religionsunterricht waren selbstverständlich; andere deutsche Staaten brauchten noch fast 100 Jahre für diese Entwicklung. Alleine zwischen 1817 und 1848 entstanden über 60 neue Schulhäuser im Fürstentum. Das Schulwesen wurde von einer besonderen Schulkommission geleitet, in der die beiden Hauptkonfessionen ihre Vertreter hatten. 1855 gab es im Fürstentum Birkenfeld zwei höhere Schulen: die „höhere Lehranstalt“ (Progymnasium) in Birkenfeld mit fünf Lehrern und die „höhere Bürgerschule“ in Idar mit vier Lehrern. Zugleich gab es 82 Volksschulen (evangelische, katholische, jüdische und gemischte) mit 106 Lehrern und 7 Lehrerinnen für Handarbeiten. Die Schülerzahl betrug 5388 (4273 evangelische, 943 katholische und 172 jüdische) Schüler.

### Katasterwesen und Infrastruktur
Das oldenburgisch-birkenfeldische Katasterwerk basierte auf einer modernen Gesetzgebung aus den Jahren 1824 und 1842. Dieses Kataster war in Genauigkeit und Abmarkung dem rheinisch-preußischen und dem pfälzisch-bayerischen Kataster der benachbarten Länder weit überlegen.
Die Infrastruktur wurde durch umfangreichen Straßenbau und gezielte Förderung der Land- und Forstwirtschaft, des Ackerbaus und der Viehzucht stetig verbessert. Insbesondere der später von der Bevölkerung vertriebene Regierungspräsident Laurenz Hannibal Fischer tat sich hierbei hervor: er experimentierte mit neuen Anbaumethoden und -produkten und richtete zwischen Niederbrombach und Kronweiler ein Versuchsgut ein, den nach ihm benannten Fischerhof. Dennoch führten die Folgen der Kleinen Eiszeit (1816: Jahr ohne Sommer) zu mehreren Missernten, wodurch sich der Druck zur Auswanderung aus dem Gebiet insbesondere in den Anfangsjahren der oldenburgischen Herrschaft erheblich verstärkte.

### Revolutionsjahr 1848
Im benachbarten coburgischen Fürstentum Lichtenberg kam es bereits 1832 während des Hambacher Festes zu Volksaufständen, die besonders in St. Wendel zum Einsatz von zu Hilfe gerufenen preußischen Truppen führten. Die Coburger verloren dadurch die letzten Reste an Vertrauen bei der Bevölkerung und verkauften daraufhin das Gebiet mit der widerspenstigen Bevölkerung südlich der Nahe an Preußen.
Im Fürstentum Birkenfeld blieb es seinerzeit ruhig. Erst im März 1848 kam es im Fürstentum zu revolutionären Aufständen, deren Ursache nicht zuletzt im autoritären und der Mentalität der einheimischen Bevölkerung entgegenstehenden Auftreten des Regierungspräsidenten Fischer lag. Jenseits des allgemeinen Verdrusses über Fischer gab es im Fürstentum zwei gegensätzliche Strömungen: auf der einen Seite die Oldenburg-treue Ordnungspartei mit einem Schwerpunkt in und um die Residenzstadt Birkenfeld, andererseits die Los-von-Oldenburg-Bewegung aus dem Raum Idar und Oberstein. Die letzte Gruppe wurde sowohl vom Idarer und Obersteiner Bürgertum (den Edelsteinhändlern und Fabrikanten) als auch dem dortigen Proletariat gebildet, da die längst überholte Kleinstaaterei für die überregional bis international orientierten Handelsleute und die von ihnen abhängige Arbeiterschaft in der Schmuckindustrie ein wesentliches Hemmnis darstellte. So kam es im Fürstentum Birkenfeld zu den größten Revolutionsdemonstrationen des gesamten Großherzogtums Oldenburg, wo bei Volksversammlungen z. B. im zentral gelegenen Niederbrombach bis zu 4000 Menschen erschienen.
Letztendlich erreichten die Demonstranten die Demission des ungeliebten Regierungspräsidenten Fischer und die Bildung eines Provinzialrates (nach 1900: Landesausschuss) im Fürstentum, der allerdings lediglich eine beratende Funktion gegenüber der Regierung in Birkenfeld hatte. Die ebenfalls erreichte Bildung eines Landtages in Oldenburg hatte im Fürstentum Birkenfeld keine wirkliche Auswirkung, da die Birkenfelder dort eine Minderheit bildeten. Dennoch war die den Revolutionswirren folgende Oldenburger Staatsverfassung von 1852 vergleichsweise liberal und fortschrittlich, da sie auf dem französischen Recht basierte und die Gleichheit aller Menschen vor dem Gesetz garantierte. Es herrschte eine relative Pressefreiheit, die religiöse Freiheit und Gleichstellung der verschiedenen Religionen (evangelische, katholische und jüdische Einwohner) war gewährleistet. Damit war das Fürstentum Birkenfeld neben Luxemburg das einzige Land des Deutschen Bundes, das die Integration der Juden in die bürgerliche Gesellschaft nicht durch Gesetze behinderte. Im Fürstentum gab es keine politisch motivierte Rechtsprechung oder Repression.
Die in Preußen übliche Militarisierung des öffentlichen Lebens mit gestrengen Gendarmen und einem alles dominierenden Militär war den Einwohnern des Fürstentums Birkenfeld fremd.

### Französische Besatzung und Birkenfelder Republik

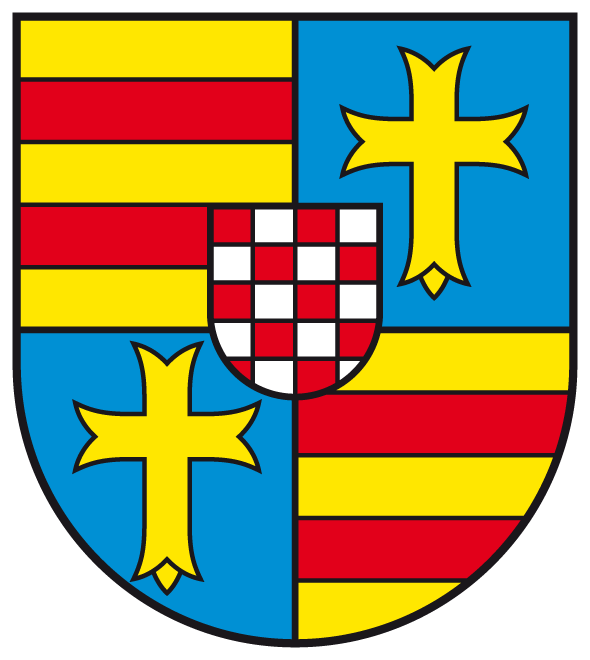
Wappen des Landesteils Birkenfeld

Nach Unterzeichnung des Waffenstillstandes zum Ende des Ersten Weltkrieges verzichtete Großherzog Friedrich August von Oldenburg auf seine Krone und die Regierung über Oldenburg. Der Freistaat Oldenburg trat als parlamentarische Demokratie an die Stelle des Großherzogtums Oldenburg. Die oldenburgischen Exklaven Lübeck und Birkenfeld wurden zunächst als „Provinz“ bezeichnet, später als „Landesteil“. Das Birkenfelder Gebiet wurde von französischen Truppen unter Major Bastiani als militärischem Administrator besetzt. Die französische Besatzungspolitik war wenig rücksichtsvoll, und die Besatzungszeit war eine Zeit von Mangel und Not.
Die Besatzungstruppe wendete vielfältige Repressionsmittel, z. B. die Erklärung des Belagerungszustandes, gegen die Bevölkerung an und unterstützte separatistische Bestrebungen Einzelner. Am 14. Juli 1919, zum französischen Nationalfeiertag, wurde in Birkenfeld der amtierende Regierungspräsident abgesetzt und die „Birkenfelder Republik“ proklamiert. Unter massivem Druck der Bevölkerung mussten anschließend Wahlen abgehalten werden, die mit einer vernichtenden Niederlage für die Anhänger der Birkenfelder Republik endeten und damit deren Schicksal besiegelten. Der Landesausschuss (ehemals Provinzialrat) wählte am 7. November 1919 den Idarer Rechtsanwalt Walther Dörr, der als linksliberaler Landtagsabgeordneter mehrere Jahre im Oldenburger Landtag saß, einstimmig zum neuen Regierungspräsidenten.
Bereits während des Ruhrkampfes 1923 folgte ein neuer Separationsversuch und die Bildung einer „Rheinischen Republik“, der im Landesteil Birkenfeld im Wesentlichen von Ortsfremden unter dem Schutz der französischen Truppen, die einen verschärften Belagerungszustand ausriefen, getragen wurde. Die bisherigen Verantwortlichen, einschließlich des Regierungspräsidenten Dörr, wurden am 24. Oktober 1923 des Landes verwiesen. In Idar wurde daraufhin am 11. November 1923 von aufgebrachten Bürgern das von den Separatisten besetzte Idarer Rathaus gestürmt, wobei es auf beiden Seiten Tote und Verletzte gab. Die französische Militärregierung verschärfte daraufhin den Belagerungszustand, musste aber letztendlich alle Unterstützungsbemühungen für frankreichfreundliche Abspaltungsbestrebungen aufgeben. Erst 1930 zogen die Besatzungstruppen ab.

### Aufstieg der NSDAP
Schon zu dieser Zeit formierte sich im Landesteil Birkenfeld die NSDAP hinter dem 1928 der Partei beigetretenen Idarer Edelsteinkaufmann Herbert Wild. Abgesehen vom mehrheitlich sozialdemokratisch bzw. kommunistisch geprägten Oberstein und den katholischen, der Zentrumspartei nahestehenden Gemeinden im Norden und Westen des Territoriums fand die NSDAP überwältigenden Zuspruch. In der Polarisierung der politischen Landschaft kam es anfangs zu blutigen Auseinandersetzungen der Anhänger der verschiedenen Parteien (1928 in Niederwörresbach und Oberstein). Da die örtlichen Polizeikräfte aus Gendarmerie und Kommunalpolizeien nicht ausreichten, die öffentliche Sicherheit und Ordnung zu gewährleisten, wurde 1931 die Revierabteilung Idar-Oberstein der Oldenburgischen Ordnungspolizei gebildet, die erst 1935 wieder aufgelöst wurde. Sie bestand aus rund 15 Beamten unter der Führung eines Polizeioffiziers. Die NSDAP gewann deutliche Mehrheiten und während seiner Deutschland-Wahlreise sprach Adolf Hitler am 20. Mai 1932 in Idar auf dem Sportplatz Klotz vor einer gewaltigen Menschenmenge. Bei den Wahlen zum Oldenburger Landtag gewann die NSDAP so deutlich, dass sie alleine die Regierung bilden konnte. Alleine in Idar erhielt die NSDAP 70 Prozent der abgegebenen Stimmen. Der amtierende Regierungspräsident Dörr wurde mit fadenscheinigen Begründungen aus dem Amt gedrängt und NSDAP-Kreisleiter Herbert Wild übernahm das Amt des Regierungspräsidenten, wozu sogar nachträglich das Gesetz geändert werden musste, weil Wild nicht – wie gesetzlich vorgeschrieben – Volljurist war.

### Übergang nach Preußen und Neuordnung nach dem Zweiten Weltkrieg
Die Nationalsozialisten strukturierten Deutschland neu. Mit dem Groß-Hamburg-Gesetz wurde mit Wirkung vom 1. April 1937 der oldenburgische Landesteil Birkenfeld  aufgelöst und kam als „Landkreis Birkenfeld“ zum  rheinischen Regierungsbezirk Koblenz. Heute gehören die ehemaligen Ämter Birkenfeld und Oberstein zum Landkreis Birkenfeld in Rheinland-Pfalz, mit Ausnahme des nach Kirn eingemeindeten Ortes Kirnsulzbach. Die meisten Gemeinden des ehemaligen Amtes Nohfelden gehören heute zum Saarland.

### Regierungspräsidenten von 1817 bis 1937
- 1817–1831 Ludwig Conrad Leopold Wibel
- 1831–1848 Laurenz Hannibal Fischer
- 1853–1881 Alexander von Finckh
- 1881–1901 August Barnstedt
- 1901–1909 Adolf Ahlhorn
- 1909–1917 Wilhelm Friedrich Willich
- 1917–1918 Hermann Pralle (kommissarisch)
- 1919 Konrad Hartong (kommissarisch)
- 1919–1923 Walther Dörr
- 1923–1924 Karl Nieten (kommissarisch)
- 1924–1932 Walther Dörr
- 1932–1937 Herbert Wild

## Gemeinden des Fürstentums Birkenfeld nach der Verwaltungsgliederung von 1817

### Amt Birkenfeld
| Bürgermeisterei Birkenfeld - Abentheuer - Birkenfeld - Bleiderdingen - Brücken - Buhlenberg - Dienstweiler - Eborn - Elchweiler - Ellenberg - Feckweiler - Gollenberg - Hoppstädten - Nohen - Rimsberg - Staffelhof - Staffelmühle - Schmißberg - Weiersbach | Bürgermeisterei Leisel - Böschweiler - Hambach - Hattgenstein - Heupweiler - Leisel - Rinzenberg - Siesbach - Schwollen - Wilzenberg | Bürgermeisterei Niederbrombach - Burbach - Hußweiler - Kronweiler - Niederbrombach - Nockenthal - Oberbrombach - Rötsweiler - Sonnenberg - Winnenberg |

Amtmann:
- Friedrich Detlev Georg Starklof (1820–1822)

### Amt Nohfelden
| Bürgermeisterei Achtelsbach - Achtelsbach - Dambach - Eckelhausen - Eisen - Ellweiler - Meckenbach - Neuhof - Traunen | Bürgermeisterei Neunkirchen - Bosen - Eiweiler - Gonnesweiler - Imsbach - Neunkirchen - Schwarzenbach - Selbach - Sötern - Walhausen - Wolfersweiler | Bürgermeisterei Nohfelden - Asweiler - Deckenhardt - Eitzweiler - Gimbweiler - Hirstein - Holzhauserhof - Mosberg-Richweiler - Nohfelden - Steinberg |

### Amt Oberstein
| Bürgermeisterei Fischbach - Bergen - Berschweiler - Fischbach - Gerach - Göttschied - Griebelschied - Hintertiefenbach - Regulshausen - Sulzbach - Georg-Weierbach | Bürgermeisterei Herrstein - Breitenthal - Bundenbach - Herborn - Herrstein - Kirschweiler - Mörschied - Niederhosenbach - Niederwörresbach - Obertiefenbach - Oberwörresbach - Oberhosenbach - Sonnschied - Veitsrodt - Weiden - Wickenrodt | Bürgermeisterei Oberstein - Algenrodt - Enzweiler - Hettenrodt - Hettstein - Idar - Mackenrodt - Oberstein - Vollmersbach |

Amtmann:
- Carl Christian Ludwig Starklof (1826–1827)